# Станиславовка (Ивано-Франковская область)
Станиславовка (укр. Станіславівка) — село в Отынийской поселковой общине Коломыйского района Ивано-Франковской области Украины.
Население по переписи 2001 года составляло 99 человек. Занимает площадь 9,597 км². Почтовый индекс — 78233. Телефонный код — 03433.

## История
В 1946 году указом ПВС УССР село Святой Станислав переименовано в Станиславовку.